# 佐伯伊織
佐伯 伊織（さえき いおり、1994年7月22日 - ）は、日本の女性声優、歌手。スワロウ所属。神奈川県出身。
声優デビュー以前から、NU-KO（ぬーこ）名義にて歌手活動を行っている。

## 経歴
2012年に行われたアーケードゲーム『pop'n music』シリーズの公募企画「WE LOVE ポップンミュージック みんなでつくって20 〜アーティストはキミだっ!〜」のボーカル部門に「NU-KO」として応募。当時17歳の高校生ながら採用され、PON作曲による「恋愛観測」でBEMANIシリーズ歌唱デビューを果たす。以降も『pop'n music』を中心としたBEMANIシリーズに歌唱協力を行っている。
時期を同じくして、同人音楽のボーカル活動にも積極的に参加。主な参加作品として、BEMANIシリーズの楽曲提供者も多く参加したコンピレーションアルバム「merci BOX」シリーズや、「ユーロバカ一代」など。中でもユーロバカ一代では、NU-KOの歌唱楽曲のみを収録したベストアルバムがコミックマーケット92で頒布された。また、『pop'n music』の「カタテ読書」にてタッグを組んだはるなばとは、同人音楽でも多くの楽曲を歌っている。
2015年から稼働したアーケードゲーム『オトカドール』ではうたのおねえさんとして、ゲーム中の楽曲の全ての歌唱を担当している。同ゲームでは歌唱の他、マスコットキャラクター・ニャンドラの声優をつとめたり、公式ウェブサイトに漫画を掲載したりするなど幅広く活動した。
歌手活動を行う傍らで、声優養成所P's Voice Artist Schoolに第二期生として通い、2017年12月にスワロウに「佐伯伊織」として準所属。2018年、『ラーメン大好き小泉さん』のメイド役で声優デビュー。
2018年5月に引退した同事務所所属声優の遠藤ゆりかから、『温泉むすめ』の下呂美月役、『八月のシンデレラナイン』の倉敷舞子役、『Z/X -Zillions of enemy X-』の蝶ヶ崎ほのめ役を引き継いでいる。

## 人物
特技は、うたを楽しんで歌えること。歌唱能力に関して『オトカドール』で楽曲制作を行う村井聖夜からは、歌い分けや多彩な表現能力について高く評価されている。『オトカドール』の稼働当初は歌唱担当者が伏せられており、実際は全てNU-KOが歌っていたものの「複数の人が歌っているではないか？」とプレイヤーから思われていた程であった。声優名義での活動でも、温泉むすめの「咲かせよ 沸かせよ バンバンBURN!」を1人4役で歌唱している。なお、当楽曲も公開当初は歌唱担当者が伏せられていた上、4人の歌唱担当者がいるかのように発表していた。
NU-KOとして音楽ゲームの歌唱を担当しているが、自身も音楽ゲームをプレイしており、高い腕前を見せている。他に、『モンスターハンターシリーズ』も好みであるが、こちらはあまり上手くないと自己評価する。
子供の頃からアニメ、ゲームなどのコンテンツが好きであり、俳優にも憧れていたという。それである時、職業としての声優を知り、「声や演技でキャラクターに命を吹き込むってすごいな」と思うなかで、「自分も声優になりたい！」と漠然と思ったという。高校時代にNU-KOとして歌手デビューを果たすも、元々は声優志望だった。一度は声優になることを諦めたものの想いを断ち切れず、歌手デビュー後から声優養成所に1年間通い、念願の声優デビューを果たした。
小学生の頃、『新世紀エヴァンゲリオン』の碇シンジが好きで、同役を演じていた緒方恵美に憧れていた。のちに水樹奈々を知り、自身も水樹のような声優アーティストを目指し、曲や詞を書きためているという。
同じ声優の大橋彩香とは幼馴染みの間柄である。
薬剤師の国家資格を持っている。

## 出演
太字はメインキャラクター。

### テレビアニメ
2018年
- ラーメン大好き小泉さん（メイド）
- ウマ娘 プリティーダービー（キングヘイロー）
- 少女☆歌劇 レヴュースタァライト（京本ひな乃、馬場苑マリーナ、クラスメイト、子供、B組衣裳）

2019年
- 八月のシンデレラナイン（倉敷舞子）
- 岐阜のたてかよこ（下呂かえるのやたろう）
- Z/X Code reunion（蝶ヶ崎ほのめ）
- 俺を好きなのはお前だけかよ（たんぽぽ〈蒲田公英〉）

2020年
- ネコぱら（バニラ）
- りばあす（春日井梢）
- Lapis Re:LiGHTs（アシュレイ）
- ムヒョとロージーの魔法律相談事務所（少年）
- うまよん（キングヘイロー）
- 安達としまむら（ヤシロ）
- アサルトリリィ BOUQUET（妹島広夢）

2021年
- 五等分の花嫁 シリーズ（2021年 - 2023年、椿） - 2シリーズ
- SSSS.DYNAZENON（南香乃、大学生β） - 2023年に劇場総集編公開
- Fairy蘭丸〜あなたの心お助けします〜（女生徒2、ファン2、アイドルB、女園児、ティナ息子）
- BLUE REFLECTION RAY/澪（高岡由紀子）
- ドラゴン、家を買う。（受付嬢）
- 現実主義勇者の王国再建記（2021年 - 2022年、ジュリア） - 2シリーズ
- マブラヴ オルタネイティヴ（2021年 - 2022年、彩峰慧） - 2シリーズ

2022年
- 明日ちゃんのセーラー服（ミカ）
- CUE!（録音助手）
- 処刑少女の生きる道（メノウ）
- 東京ミュウミュウ にゅ〜♡（2022年 - 2023年、柳田もえ） - 2シリーズ

2023年
- 冰剣の魔術師が世界を統べる（アメリア＝ローズ）
- 老後に備えて異世界で8万枚の金貨を貯めます（イルゼ）
- ノケモノたちの夜（ビビアン）
- もういっぽん!（多聞若菜）
- 鬼滅の刃 刀鍛冶の里編
- 勇者が死んだ!（ドミニク・リーン）
- 幻日のヨハネ -SUNSHINE in the MIRROR-（セツ）
- 夢見る男子は現実主義者（一ノ瀬深那）
- 帰還者の魔法は特別です（幼いデジール）
- シャングリラ・フロンティア（2023年 - 2024年、リーナ、ライブラリ女性A）

2024年
- ぽんのみち（河東ぱい）
- Re:Monster（ドド芽）
- ヴァンパイア男子寮（女子C）
- 嘆きの亡霊は引退したい（イザベラ・メルネス）
- 鴨乃橋ロンの禁断推理（ファン）
- アクロトリップ（女性乗客）

2025年
- 阿波連さんははかれない season2（ぬっこ、平安山先生）
- 華Doll*-Reinterpretation of Flowering-（アイドルD）
- 気絶勇者と暗殺姫（シエル）
- うたごえはミルフィーユ（井口紗弥香）
- 笑顔のたえない職場です。（浅倉栞）

### 劇場アニメ
- 天気の子（2019年）[39]
- 少女☆歌劇 レヴュースタァライト ロンド・ロンド・ロンド（2020年、B組衣装）
- 劇場版 少女☆歌劇 レヴュースタァライト（2021年）
- DEEMO サクラノオト -あなたの奏でた音が、今も響く-（2022年、生徒）
- 映画 五等分の花嫁（2022年）
- ウマ娘 プリティーダービー 新時代の扉（2024年、キングヘイロー）

### OVA
- 俺を好きなのはお前だけかよ〜俺たちのゲームセット〜（2020年、たんぽぽ〈蒲田公英〉[40]）

### Webアニメ
- 少女☆寸劇 オールスタァライト（2019年、田中ゆゆ子[41]）
- ケンガンアシュラ（2019年、観客A）
- うまゆる（2022年 - 2023年、キングヘイロー）
- ウマ娘 プリティーダービー ROAD TO THE TOP（2023年、キングヘイロー）

### ゲーム
2015年
- オトカ♥ドール（ニャンドラ）  - NU-KO名義

2018年
- 八月のシンデレラナイン（倉敷舞子〈2代目〉）
- ゴシックは魔法乙女〜さっさと契約しなさい!〜（ミトカ）
- 少女☆歌劇 レヴュースタァライト -Re LIVE-（2018年 - 2024年、田中ゆゆ子）
- メギド72（2018年 - 2023年、バフォメット）
- 天空のクラフトフリート（フェリーチア）
- 温泉むすめ ゆのはなこれくしょん（下呂美月）

2019年
- 幻獣契約クリプトラクト（ハミエル）
- ナイツクロニクル（アンジェラ）
- 天華百剣 -斬-（典厩割）
- オルタンシア・サーガ（ジナーチェ）

2020年
- 幻獣契約クリプトラクト（サロメ）

2021年
- ウマ娘 プリティーダービー（2021年 - 2024年、キングヘイロー）
- Project MIKHAIL（彩峰慧）
- ラピスリライツ 〜この世界のアイドルは魔法が使える〜（2021年 - 2022年、アシュレイ）

2022年
- グリムグリモア OnceMore（リレ・ブラウ）
- クイズRPG 魔法使いと黒猫のウィズ（田中でんぱ、ゑるず）
- 御城プロジェクト:RE〜CASTLE DEFENSE〜（501JFW ブリタニア基地）

2023年
- BLUE REFLECTION SUN/燦（高岡由紀子）
- マブラヴ：ディメンションズ（2023年 - 2024年、彩峰慧）
- アサルトリリィ Last Bullet（妹島広夢）
- アズールレーン（コンステレーション）

2024年
- 日常侵食型ミステリーゲーム Project:;COLD 視聴者参加型デスゲーム ALTÆR CARNIVAL（風張美聡）
- ウマ娘 プリティーダービー 熱血ハチャメチャ大感謝祭!（キングヘイロー）

2025年
- Project:;COLD case.mirage（風張美聡）

### ラジオ
※はインターネット配信。
- ネコぱらじお（2020年 、HiBiKi Radio Station※）[59]
- 長谷川育美・佐伯伊織のGO FIGHT WIN♪（2020年 - 2021年、ニコニコ動画シーサイドチャンネル※）[60]
- 佐伯伊織と園山ひかりのふたりごとっ！（2021年 - 、YouTubeスワロウチャンネル※）
- 処刑 RADIO 〜処刑少女の語る道（ラジオロード）〜（2022年  、インターネットラジオステーション音泉※・YouTube※）[61]
- 佐伯伊織･涼本あきほの｢だまされたと思って聞いてみな！｣（2024年 - 、音泉※）- 全4回配信後、継続が決定。第5回から隔週配信[62][63][64]

### 映像番組
※はインターネット配信。
- LiGHTsのお悩み相談室（2020年、YouTube※）
- 佐伯と佳原のガンガンGAちゃんねる（2021年 - YouTube・ニコニコ動画）[65]

### CM
- 株式会社ビバリー「パチェリエ」（2020年）[66]

### ドラマCD
- 楠芽吹は勇者である（2017年）
- 温泉むすめ シリーズ（2018年 - 2020年、下呂美月）
- Z/X -Zillions of enemy X- NF DramaCD 15「ニグたんの呼び声」（2019年、蝶ヶ崎ほのめ〈2代目〉）
- 『LIGHTNING CAB』Drama & Music Album（2021年、眞國夜愛）[67]

### デジタルコミック
- ラピスリライツ 私たちのPrelude（前奏曲）（2020年、アシュレイ）

### 映像商品
- 温泉むすめ 3rd LIVE “NOW ON☆SENSATION!! Vol.3”〜ワイワイワッチョイナ!!〜（2018年12月）[68]

### その他コンテンツ
- 三森すずこ7thSG発売記念イベント「Jingle Child Mov.7」（2017年4月22日、科学技術館サイエンスホール）MC
- 温泉むすめ（2018年、下呂美月〈2代目〉）
- バンめし♪（2020年、秋月れん / 赤ずきん）
- アイマリンプロジェクト（2020年、壱華零）[69]
- 問一、永遠の愛を証明せよ。PV（2021年、ナレーション[70]）
- お〜るあうと!〜世話焼き幼馴染と ダンベルトレーニング〜（2021年、山本好乃）[71]
- CoeAvatar(2022年、蓮鬼ねむ)
- 少女☆歌劇 レヴュースタァライト -Re LIVE- Reading Theatre　第1弾「田中ゆゆ子の古典落語劇場」（2022年6月5日、飛行船シアター）田中ゆゆ子 役[72]
- ボイスドラマ『幕末動乱美少女伝』（2024年、大久保利通）
- A.I.VOICE(2024年、蓮鬼ねむ)
- 少女☆歌劇 レヴュースタァライト -Re LIVE- Reading Theatre 第五弾「あやかし見廻り浪漫譚」（2025年2月22日・23日、飛行船シアター）田中ゆゆ子 役[73]
- ボイスドラマ『戦国繚乱美少女伝』（2025年、織田信長、島左近）

## ディスコグラフィ

### 同人音楽
（）内は（収録名義/歌唱参加作品名）※原曲が東方関連時、項補足
- Shiny Shooter feat.NU-KO

（BlackY vocal by NU-KO/BlackmaniYa 2 -Love Games）
- ハートのチラリズム

（NU-KO&ななひら/Candy time）
- Prelude’1965
- 大正レプリカ
- 昭和88年はいつも日常の傾きに
- キャンバスライダー
- Candy Colored Days

（Vo.NU-KO/Retrospectively・Candy Colored Days）
- Stargazer

（Hyuji feat. Kuroa* & LIQU@。& TEA & sisi & NU-KO/Speed Star 3）
- 3188年の朝焼けシルエット

（はるなば feat.NU-KO/LΞGΞNDARY -Episode.1-）
- Starry Highway feat. NU-KO

（nora2r/Access To The Light）
- ロックオン!

（DJ Genki feat. NU-KO/REVOLUTION OF HAPPY? #01）
- My New World

（DJ Genki feat. NU-KO/PRINCESS OF TRANCE #01）
- SUMMER GLASS

（lapix feat. NU-KO/REVOLUTION OF HAPPY? #02）
- ハーコーでいこう!

（DJ Genki VS ヒゲドライバー feat. NU-KO/ULTRA HAPPY COLLECTION!!!）
- My New World 2019 Edit

（DJ Genki feat. NU-KO/Princess of Trance Deluxe）
東方アレンジ関連他
- 一部から抜粋。

- RING THE BELLS

（NU-KO/ユーロバカ一代 VOL.12）※Arrange：LAN.na + DJ Command / Lyric：LAN.na Original Tune：少女さとり 〜 3rd eye [東方地霊殿]
- THE BEST OF NU-KO EUROBEAT[74]

など他60楽曲以上に歌唱参加。

### アルバム
| 発売日         | タイトル                                     | 規格品番     | オリコン最高位 | 備考                    |
| -------------- | -------------------------------------------- | ------------ | -------------- | ----------------------- |
| 2015年12月16日 | オトカドール オトカミュージックコレクション  | COCX-39348/9 | 40位           | ゲーム『オトカ♥ドール』 |
| 2017年4月19日  | オトカドール オトカミュージックコレクション2 | COCX-39907/8 | 27位           | ゲーム『オトカ♥ドール』 |

### 歌手参加作品
| 発売日   | 商品名                                                                        | 歌                                                                          | 楽曲                                                                                 | 備考                                                         |
| 2013年   | 2013年                                                                        | 2013年                                                                      | 2013年                                                                               | 2013年                                                       |
| -------- | ----------------------------------------------------------------------------- | --------------------------------------------------------------------------- | ------------------------------------------------------------------------------------ | ------------------------------------------------------------ |
| 7月17日  | pop'n music Sunny Park original soundtrack vol.1                              | はるなば feat.NU-KO                                                         | 「カタテ読書」                                                                       | ゲーム『pop'n music Sunny Park』関連曲                       |
| 7月17日  | pop'n music Sunny Park original soundtrack vol.1                              | NU-KO                                                                       | 「恋愛観測」                                                                         | ゲーム『pop'n music 20 fantasia』関連曲                      |
| 2014年   |                                                                               |                                                                             |                                                                                      |                                                              |
| 3月5日   | pop'n music Sunny Park original soundtrack vol.2                              | NU-KO                                                                       | 「ポチコの幸せな日常」 「ポチコの幸せな日常 (Long Version)」                         | ゲーム『pop'n music Sunny Park』関連曲                       |
| 3月26日  | jubeat saucer ORIGINAL SOUNDTRACK -Gourzaemon-                                | NU-KO                                                                       | 「恋愛観測」                                                                         | ゲーム『jubeat saucer』関連曲                                |
| 12月24日 | Power Of Nature                                                               | NU-KO                                                                       | 「恋愛観測」                                                                         | ゲーム『pop'n music 20 fantasia』関連曲                      |
| 12月24日 | Power Of Nature                                                               | NU-KO                                                                       | 「朱と碧のランページ」                                                               | ゲーム『pop'n music ラピストリア』関連曲                     |
| 12月24日 | Power Of Nature                                                               | NU-KO                                                                       | 「ポチコの幸せな日常 (SF_Edit)」                                                     | ゲーム『pop'n music Sunny Park』関連曲                       |
| 12月24日 | pop'n music ラピストリア original soundtrack Vol.1                            | NU-KO                                                                       | 「朱と碧のランページ」                                                               | ゲーム『pop'n music ラピストリア』関連曲                     |
| 2015年   |                                                                               |                                                                             |                                                                                      |                                                              |
| 1月28日  | jubeat saucer ORIGINAL SOUNDTRACK -7 Bros.-                                   | NU-KO                                                                       | 「ポチコの幸せな日常」                                                               | ゲーム『jubeat saucer』関連曲                                |
| 2016年   |                                                                               |                                                                             |                                                                                      |                                                              |
| 6月29日  | pop'n music éclale Original Soundtrack                                        | Mr.T feat.NU-KO                                                             | 「僕の気持ちを描く」 「キミと、僕の気持ちを描く」                                    | ゲーム『pop'n music éclale』関連曲                           |
| 6月29日  | pop'n music éclale Original Soundtrack                                        | ねこまんまチーム!                                                           | 「恋歌疾風!かるたクイーンいろは」                                                    | ゲーム『pop'n music éclale』関連曲                           |
| 6月29日  | pop'n music éclale Original Soundtrack                                        | NU-KO                                                                       | 「オトカドール 〜このゆびとまれ〜」                                                  | ゲーム『pop'n music éclale』関連曲                           |
| 2017年   |                                                                               |                                                                             |                                                                                      |                                                              |
| 3月1日   | beatmania IIDX 24 SINOBUZ ORIGINAL SOUNDTRACK                                 | NU-KO                                                                       | 「ちらちら・はらはら」                                                               | ゲーム『beatmania IIDX 24 SINOBUZ』関連曲                    |
| 3月15日  | beatnaton 10周年記念ソング「crew」                                            | beatnation Records feat.NU-KO                                               | 「crew -Ryu☆ mix-」                                                                  | ゲーム『beatmania IIDX 24 SINOBUZ』関連曲                    |
| 7月10日  | -                                                                             | -                                                                           | 「飛翔、戦いの空へ(Ryu☆Remix ft.佐伯伊織)」                                          | ゲーム『ゴシックは魔法乙女 〜さっさと契約しなさい!〜』関連曲 |
| 2018年   |                                                                               |                                                                             |                                                                                      |                                                              |
| 10月10日 | pop'n music うさぎと猫と少年の夢 Original soundtrack 20th Anniversary Edition | HuΣeR feat.NU-KO                                                            | 「Sing a Song Sign」                                                                 | ゲーム『pop'n music うさぎと猫と少年の夢』関連曲             |
| 10月10日 | pop'n music うさぎと猫と少年の夢 Original soundtrack 20th Anniversary Edition | pop'n fellows                                                               | 「No NAME Colors」 「No NAME Colors (Each Color Ver.)」                              | ゲーム『pop'n music うさぎと猫と少年の夢』関連曲             |
| 10月10日 | pop'n music うさぎと猫と少年の夢 Original soundtrack 20th Anniversary Edition | NU-KO                                                                       | 「ポチコの幸せな日常 (Long Version)」                                                | ゲーム『pop'n music Sunny Park』関連曲                       |
| 10月10日 | pop'n music うさぎと猫と少年の夢 Original soundtrack 20th Anniversary Edition | Mr.T feat.NU-KO                                                             | 「キミと、僕の気持ちを描く」                                                         | ゲーム『pop'n music écrale』関連曲                           |
| 2020年   |                                                                               |                                                                             |                                                                                      |                                                              |
| 4月29日  | starmine 2020:Mare Nectaris                                                   | beatnation Records feat.NU-KO                                               | 「crew(Ryu☆mix) (st2020 Mix)」                                                       | ゲーム『beatmania IIDX 24 SINOBUZ』関連曲                    |
| 8月19日  | NOSTALGIA Music Collection ～Op.1 & Op.2～                                    | Neko M@mma Team                                                             | 「neko fun jitter」                                                                  | ゲーム『ノスタルジア』関連曲                                 |
| 2021年   |                                                                               |                                                                             |                                                                                      |                                                              |
| 12月15日 | pop'n music peace Original Soundtrack                                         | red glasses & BlackY feat.pop'n fellows                                     | 「Welcome to pop'n fantasy」 「Welcome to pop'n fantasy -More Like a pop'n music!-」 | ゲーム『pop'n music peace』関連曲                            |
| 12月15日 | pop'n music peace Original Soundtrack                                         | NU-KO remixed by RoughSketch                                                | 「ポチコの幸せな日常 (狂犬U`x´UばうわうHARDCORE Remix)」                             | ゲーム『pop'n music peace』関連曲                            |
| 2022年   |                                                                               |                                                                             |                                                                                      |                                                              |
| 3月16日  | beatmania IIDX 29 CastHour Original Soundtrack                                | NU-KO & yunocy                                                              | 「No Day But Today!」 「No Day But Today! (Full Size)」                              | ゲーム『beatmania IIDX 29 CastHour』関連曲                   |
| 2023年   |                                                                               |                                                                             |                                                                                      |                                                              |
| 3月1日   | NOSTALGIA Music Collection ～Op.3～                                           | BEMANI Sound Team "Akhuta Works" feat.NU-KO                                 | 「波と凪の狭間で」                                                                   | ゲーム『ノスタルジア Op.3』関連曲                            |
| 3月1日   | NOSTALGIA Music Collection ～Op.3～                                           | すわひでお,秋成,かぼちゃ,藍月なくる,NU-KO by BEMANI Sound Team "八戸亀生羅" | 「スーパー銭湯ババンバーン」                                                         | ゲーム『ノスタルジア Op.3』関連曲                            |
| 3月1日   | NOSTALGIA Music Collection ～Op.3～                                           | 2021真夏のSingers                                                           | 「恋愛観測 -2021真夏のエンディング ver.-」                                           | ゲーム『ノスタルジア Op.3』関連曲                            |
| 3月1日   | NOSTALGIA Music Collection ～Op.3～                                           | BEMANI Sound Team "PON" feat.NU-KO                                          | 「おーまい！らぶりー！すうぃーてぃ！だーりん！」                                     | ゲーム『ノスタルジア Op.2』関連曲                            |
| 3月1日   | NOSTALGIA Music Collection ～Op.3～                                           | red glasses & BlackY feat.pop'n fellows                                     | 「Welcome to pop'n fantasy」                                                         | ゲーム『pop'n music peace』関連曲                            |
| 3月15日  | beatmania IIDX 30 RESIDENT Original Soundtrack                                | BEMANI Sound Team "劇団レコード" feat.NU-KO                                 | 「雨のちパノラマセカイ」                                                             | ゲーム『beatmania IIDX 30 RESIDENT』関連曲                   |
| 2024年   |                                                                               |                                                                             |                                                                                      |                                                              |
| 1月17日  | pop'n music 解明リドルズ Original Soundtrack                                  | NU-KO                                                                       | 「黒き螺旋のクレイドル」                                                             | ゲーム『pop'n music 解明リドルズ』関連曲                     |
| 1月17日  | pop'n music 解明リドルズ Original Soundtrack                                  | Zutt feat.NU-KO                                                             | 「世界の果てに約束の凱歌を」                                                         | ゲーム『pop'n music 解明リドルズ』関連曲                     |
| 1月17日  | pop'n music 解明リドルズ Original Soundtrack                                  | すわひでお,秋成,かぼちゃ,藍月なくる,NU-KO by BEMANI Sound Team "八戸亀生羅" | 「スーパー銭湯ババンバーン」                                                         | ゲーム『ノスタルジア Op.3』関連曲                            |
| 1月17日  | pop'n music 解明リドルズ Original Soundtrack                                  | BEMANI Sound Team "Akhuta Works" feat.NU-KO                                 | 「波と凪の狭間で」                                                                   | ゲーム『ノスタルジア Op.3』関連曲                            |

### キャラクターソング
| 発売日   | 商品名                                                                                         | 歌 | 楽曲                                                 | 備考                                                                 |
| 2018年   | 2018年                                                                                         | 2018年 | 2018年                                               | 2018年                                                               |
| -------- | ---------------------------------------------------------------------------------------------- | --- | ---------------------------------------------------- | -------------------------------------------------------------------- |
| 7月25日  | ウマ娘 プリティーダービー ANIMATION DERBY 03 Special Record!/Find My Only Way                  | スペシャルウィーク（和氣あず未）、サイレンススズカ（高野麻里佳）、トウカイテイオー（Machico）、ウオッカ（大橋彩香）、ダイワスカーレット（木村千咲）、ゴールドシップ（上田瞳）、メジロマックイーン（大西沙織）、エルコンドルパサー（高橋未奈美）、グラスワンダー（前田玲奈）、セイウンスカイ（鬼頭明里）、キングヘイロー（佐伯伊織）、ハルウララ（首藤志奈）、シンボリルドルフ（田所あずさ）、タイキシャトル（大坪由佳）、エアグルーヴ（青木瑠璃子）、ヒシアマゾン（巽悠衣子）、フジキセキ（松井恵理子）、マルゼンスキー（Lynn）、テイエムオペラオー（徳井青空）、ビワハヤヒデ（近藤唯）、ナリタブライアン（相坂優歌）、オグリキャップ（高柳知葉）、スーパークリーク（優木かな）、タマモクロス（大空直美）、イナリワン（井上遥乃）、ウイニングチケット（渡部優衣）、メジロライアン（土師亜文）、メジロドーベル（久保田ひかり）、ナイスネイチャ（前田佳織里）、エイシンフラッシュ（藤野彩水）、マチカネフクキタル（新田ひより）、メイショウドトウ（和多田美咲） | 「うまぴょい伝説」                                   | テレビアニメ『ウマ娘 プリティーダービー』エンディングテーマ          |
| 2019年   |                                                                                                | |                                                      |                                                                      |
| 4月6日   | 始まりの合図                                                                                   | Clutch! | 「ALL FOR ONE★」 「Revolution No.9」                 | ゲーム『八月のシンデレラナイン』関連曲                               |
| 5月22日  | 蝶になってみませんか                                                                           | 凛明館女学校 | 「蝶になってみませんか」 「ディスカバリー！」        | ゲーム『少女☆歌劇 レヴュースタァライト -Re LIVE-』関連曲             |
| 10月13日 | グラウンドの響                                                                                 | Clutch! | 「摩擦主義」 「Summer Soul...」                      | ゲーム『八月のシンデレラナイン』関連曲                               |
| 10月16日 | 少女☆歌劇 レヴュースタァライト レヴューアルバム ラ・レヴュー・エターナル                       | 星見純那（佐藤日向）、リュウ・メイファン（竹内夢）、田中ゆゆ子（佐伯伊織）、野々宮ララフィン（富田美憂） | 「御してぎょしゃ座」                                 | ゲーム『少女☆歌劇 レヴュースタァライト -Re LIVE-』関連曲             |
| 10月16日 | 温泉むすめコンプリートアルバム Vol.1                                                           | SPRiNGS | 「湯夢色バトン」                                     | 『温泉むすめ』関連曲                                                 |
| 10月16日 | 温泉むすめコンプリートアルバム Vol.3                                                           | 下呂美月（佐伯伊織） | 「咲かせよ 沸かせよ バンバンBURN!」                  | 『温泉むすめ』関連曲                                                 |
| 2020年   |                                                                                                | |                                                      |                                                                      |
| 2月5日   | START the MAGIC HOUR                                                                           | LiGHTs | 「Your Lights」 「ポラリス」                         | 『ラピスリライツ 〜この世界のアイドルは魔法が使える〜』関連曲        |
| 2月19日  | Shiny Happy Days                                                                               | ショコラ（八木侑紀）、バニラ（佐伯伊織）、アズキ（井澤詩織）、メイプル（伊藤美来）、シナモン（のぐちゆり）、ココナツ（水谷麻鈴） | 「Shiny Happy Days」                                 | テレビアニメ『ネコぱら』オープニングテーマ                           |
| 2月19日  | 陽だまりの香り                                                                                 | ショコラ（八木侑紀）、バニラ（佐伯伊織） | 「陽だまりの香り」                                   | テレビアニメ『ネコぱら』エンディングテーマ                           |
| 3月18日  | ネコぱら サウンドコレクションアルバム                                                          | ショコラ（八木侑紀）、バニラ（佐伯伊織）、カカオ（森嶋優花） | 「陽だまりの香り」                                   | テレビアニメ『ネコぱら』エンディングテーマ                           |
| 7月3日   | Reバース GO!                                                                                   | 鶏とナスの三ツ星シチュー | 「Reバース GO!」                                     | テレビアニメ『りばあす』エンディングテーマ                           |
| 7月3日   | Reバース GO! ⁂（アステリズム）                                                                 | 春日井梢（佐伯伊織） | 「Reバース GO!」                                     | テレビアニメ『りばあす』関連曲                                       |
| 7月8日   | 私たちのSTARTRAIL/プラネタリウム                                                               | ラピスリライツ・スターズ | 「私たちのSTARTRAIL」                                | テレビアニメ『Lapis Re:LiGHTs』オープニングテーマ                    |
| 7月8日   | 私たちのSTARTRAIL/プラネタリウム                                                               | LiGHTs | 「プラネタリウム」                                   | テレビアニメ『Lapis Re:LiGHTs』エンディングテーマ                    |
| 12月16日 | バンめし♪ ふるさとグランプリ ROUND3 〜秋の陣〜                                                 | メリー・バッド・メルヘン［赤ずきん（佐伯伊織）］ | 「Red Cape Theorem」                                 | 『バンめし♪』関連曲                                                  |
| 12月23日 | SKY FULL of MAGIC                                                                              | LiGHTs | 「700,000,000,000,000,000,000,000の空で」            | テレビアニメ『Lapis Re:LiGHTs』挿入歌                                |
| 12月23日 | SKY FULL of MAGIC                                                                              | LiGHTs | 「A.R.I.A」 「私の名は、光。」                       | テレビアニメ『Lapis Re:LiGHTs』エンディングテーマ                    |
| 12月23日 | SKY FULL of MAGIC                                                                              | ラピスリライツ・スターズ | 「私の名は、光。」                                   | 『ラピスリライツ 〜この世界のアイドルは魔法が使える〜』関連曲        |
| 2021年   |                                                                                                | |                                                      |                                                                      |
| 3月17日  | ウマ娘 プリティーダービー WINNING LIVE 01                                                      | スペシャルウィーク（和氣あず未）、サイレンススズカ（高野麻里佳）、トウカイテイオー（Machico）、マルゼンスキー（Lynn）、オグリキャップ（高柳知葉）、ゴールドシップ（上田瞳）、ウオッカ（大橋彩香）、ダイワスカーレット（木村千咲）、タイキシャトル（大坪由佳）、グラスワンダー（前田玲奈）、メジロマックイーン（大西沙織）、エルコンドルパサー（髙橋ミナミ）、シンボリルドルフ（田所あずさ）、エアグルーヴ（青木瑠璃子）、マヤノトップガン（星谷美緒）、メジロライアン（土師亜文）、ライスシャワー（石見舞菜香）、アグネスタキオン（上坂すみれ）、ウイニングチケット（渡部優衣）、サクラバクシンオー（三澤紗千香）、スーパークリーク（優木かな）、ハルウララ（首藤志奈）、マチカネフクキタル（新田ひより）、ナイスネイチャ（前田佳織里）、キングヘイロー（佐伯伊織） | 「GIRLS' LEGEND U」                                  | ゲーム『ウマ娘 プリティーダービー』オープニングテーマ                |
| 3月17日  | ウマ娘 プリティーダービー WINNING LIVE 01                                                      | スペシャルウィーク（和氣あず未）、サイレンススズカ（高野麻里佳）、トウカイテイオー（Machico）、マルゼンスキー（Lynn）、オグリキャップ（高柳知葉）、ゴールドシップ（上田瞳）、ウオッカ（大橋彩香）、ダイワスカーレット（木村千咲）、タイキシャトル（大坪由佳）、グラスワンダー（前田玲奈）、メジロマックイーン（大西沙織）、エルコンドルパサー（髙橋ミナミ）、シンボリルドルフ（田所あずさ）、エアグルーヴ（青木瑠璃子）、マヤノトップガン（星谷美緒）、メジロライアン（土師亜文）、ライスシャワー（石見舞菜香）、アグネスタキオン（上坂すみれ）、ウイニングチケット（渡部優衣）、サクラバクシンオー（三澤紗千香）、スーパークリーク（優木かな）、ハルウララ（首藤志奈）、マチカネフクキタル（新田ひより）、ナイスネイチャ（前田佳織里）、キングヘイロー（佐伯伊織） | 「うまぴょい伝説」                                   | ゲーム『ウマ娘 プリティーダービー』関連曲                            |
| 3月17日  | ウマ娘 プリティーダービー WINNING LIVE 01                                                      | オグリキャップ（高柳知葉）、ウオッカ（大橋彩香）、タイキシャトル（大坪由佳）、エルコンドルパサー（髙橋ミナミ）、サクラバクシンオー（三澤紗千香）、ビコーペガサス（田中あいみ）、ナイスネイチャ（前田佳織里）、キングヘイロー（佐伯伊織） | 「本能スピード」                                     | ゲーム『ウマ娘 プリティーダービー』関連曲                            |
| 4月25日  | 灼けつくエール                                                                                 | Clutch! | 「炎天宣誓歌」 「八月のエバーグリーン」              | ゲーム『八月のシンデレラナイン』関連曲                               |
| 6月16日  | うまよん ミニアルバム                                                                          | スペシャルウィーク（和氣あず未）、グラスワンダー（前田玲奈）、エルコンドルパサー（髙橋ミナミ）、セイウンスカイ（鬼頭明里）、キングヘイロー（佐伯伊織） | 「ぴょいっと♪はれるや！」                            | テレビアニメ『うまよん』主題歌                                       |
| 6月25日  | Wave the Remember                                                                              | アイマリン（内田彩)、壱華零（佐伯伊織） | 「Wave the Remember」                                | 『アイマリンプロジェクト』関連曲                                     |
| 7月21日  | 百華繚乱 参                                                                                    | 大天狗正家（石上静香）、典厩割（佐伯伊織）、陸奥守吉行（森永千才） | 「海恋華」                                           | ゲーム『天華百剣 -斬-』関連曲                                        |
| 8月27日  | TSUBASA AWAKENING                                                                              | 下呂美月（佐伯伊織） | 「TSUBASA AWAKENING」                                | 『温泉むすめ』関連曲                                                 |
| 8月28日  | 3rd EVENT WINNING DREAM STAGE Solo Vocal Tracks Vol.1                                          | キングヘイロー（佐伯伊織） | 「本能スピード（Game Size）」                        | ゲーム『ウマ娘 プリティーダービー』関連曲                            |
| 2022年   |                                                                                                | |                                                      |                                                                      |
| 2月9日   | ウマ娘 プリティーダービー WINNING LIVE 03                                                      | キングヘイロー（佐伯伊織） | 「Exercise the Right」                               | ゲーム『ウマ娘 プリティーダービー』関連曲                            |
| 2月9日   | ウマ娘 プリティーダービー WINNING LIVE 03                                                      | サイレンススズカ（高野麻里佳）、タイキシャトル（大坪由佳）、アグネスデジタル（鈴木みのり）、ミホノブルボン（長谷川育美）、ライスシャワー（石見舞菜香）、アグネスタキオン（上坂すみれ）、シンコウウインディ（高田憂希）、スマートファルコン（大和田仁美）、ハルウララ（首藤志奈）、マチカネフクキタル（新田ひより）、メジロドーベル（久保田ひかり）、キングヘイロー（佐伯伊織） | 「うまぴょい伝説」                                   | ゲーム『ウマ娘 プリティーダービー』関連曲                            |
| 2月23日  | Sound of the Bell/SUGAR×LEMONADE                                                               | LiGHTs | 「Sound of the Bell」                                | 『ラピスリライツ 〜この世界のアイドルは魔法が使える〜』関連曲        |
| 2月23日  | Sound of the Bell/SUGAR×LEMONADE LiGHTs盤                                                      | LiGHTs | 「Your Lights（かめりあ's "Lapis Re:DENPA" Remix）」 | 『ラピスリライツ 〜この世界のアイドルは魔法が使える〜』関連曲        |
| 10月4日  | ウマ娘 プリティーダービー Solo Vocal Tracks Vol.5 －4th EVENT SPECIAL DREAMERS!! EXTRA STAGE－ | キングヘイロー（佐伯伊織） | 「We are DREAMERS!!（Game Size）」                   | ゲーム『ウマ娘 プリティーダービー』関連曲                            |
| 9月21日  | レヴューアルバム アルカナ・アルカディア                                                        | 星見純那（佐藤日向）、秋風塁（紡木吏佐）、花柳香子（伊藤彩沙）、田中ゆゆ子（佐伯伊織） | 「信じる者に門は開かれる」                           | ゲーム『少女☆歌劇 レヴュースタァライト -Re LIVE-』関連曲             |
| 2023年   |                                                                                                | |                                                      |                                                                      |
| 3月29日  | アニメ『うまゆる』アルバム                                                                     | スペシャルウィーク（和氣あず未）、サイレンススズカ（高野麻里佳）、トウカイテイオー（Machico）、マルゼンスキー（Lynn）、オグリキャップ（高柳知葉）、ゴールドシップ（上田瞳）、ウオッカ（大橋彩香）、ダイワスカーレット（木村千咲）、グラスワンダー（前田玲奈）、メジロマックイーン（大西沙織）、エルコンドルパサー（髙橋ミナミ）、テイエムオペラオー（徳井青空）、シンボリルドルフ（田所あずさ）、エアグルーヴ（青木瑠璃子）、アグネスデジタル（鈴木みのり）、セイウンスカイ（鬼頭明里）、ファインモーション（橋本ちなみ）、マヤノトップガン（星谷美緒）、ユキノビジン（山本希望）、アグネスタキオン（上坂すみれ）、イナリワン（井上遥乃）、ウイニングチケット（渡部優衣）、エアシャカール（津田美波）、トーセンジョーダン（鈴木絵理）、ナカヤマフェスタ（下地紫野）、ナリタタイシン（渡部恵子）、ハルウララ（首藤志奈）、マチカネフクキタル（新田ひより）、メイショウドトウ（和多田美咲）、キングヘイロー（佐伯伊織）、マチカネタンホイザ（遠野ひかる）、ダイタクヘリオス（山根綺）、ツインターボ（花井美春）、シリウスシンボリ（ファイルーズあい）、ツルマルツヨシ（青山吉能）、シンボリクリスエス（春川芽生）、タニノギムレット（松岡美里）、ハッピーミーク（吉咲みゆ） | 「うまぴょい伝説（Game Size）」                      | Webアニメ『うまゆる』エンディングテーマ                              |
| 9月16日  | ウマ娘 プリティーダービー Solo Vocal Tracks Vol.7 5th EVENT ARENA TOUR GO BEYOND -GAZE-        | キングヘイロー（佐伯伊織） | 「Everlasting BEATS（Game Size）」                   | ゲーム『ウマ娘 プリティーダービー』関連曲                            |
| 2024年   |                                                                                                | |                                                      |                                                                      |
| 1月24日  | ウマ娘 プリティーダービー WINNING LIVE 15                                                      | スペシャルウィーク（和氣あず未）、ライスシャワー（石見舞菜香）、スマートファルコン（大和田仁美）、トーセンジョーダン（鈴木絵理）、ナイスネイチャ（前田佳織里）、キングヘイロー（佐伯伊織）、メジロパーマー（のぐちゆり）、ツルマルツヨシ（青山吉能）、サクラローレル（真野美月）、ヒシミラクル（春日さくら） | 「Comeback Story V」                                 | ゲーム『ウマ娘 プリティーダービー』関連曲                            |
| 1月24日  | ウマ娘 プリティーダービー WINNING LIVE 15                                                      | スペシャルウィーク（和氣あず未）、ライスシャワー（石見舞菜香）、スマートファルコン（大和田仁美）、ゼンノロブロイ（照井春佳）、トーセンジョーダン（鈴木絵理）、ナイスネイチャ（前田佳織里）、キングヘイロー（佐伯伊織）、メジロパーマー（のぐちゆり）、サトノダイヤモンド（立花日菜）、キタサンブラック（矢野妃菜喜）、ツルマルツヨシ（青山吉能）、サクラローレル（真野美月）、ネオユニヴァース（白石晴香）、ヒシミラクル（春日さくら） | 「うまぴょい伝説」                                   | ゲーム『ウマ娘 プリティーダービー』関連曲                            |
| 4月26日  | 君と歌う散歩道                                                                                 | 河東ぱい（佐伯伊織） | 「君と歌う散歩道」                                   | テレビアニメ『ぽんのみち』関連曲                                     |
| 5月24日  | 劇場版『ウマ娘 プリティーダービー 新時代の扉』オリジナル・サウンドトラック                     | ジャングルポケット（藤本侑里）、アグネスタキオン（上坂すみれ）、マンハッタンカフェ（小倉唯）、ダンツフレーム（福嶋晴菜）、フジキセキ（松井恵理子）、テイエムオペラオー（徳井青空）、ナリタトップロード（中村カンナ）、メイショウドトウ（和多田美咲）、アドマイヤベガ（咲々木瞳）、オグリキャップ（高柳知葉）、ダイワスカーレット（木村千咲）、アグネスデジタル（鈴木みのり）、ユキノビジン（山本希望）、ライスシャワー（石見舞菜香）、エアシャカール（津田美波）、カレンチャン（篠原侑）、ゴールドシチー（香坂さき）、トーセンジョーダン（鈴木絵理）、ハルウララ（首藤志奈）、キングヘイロー（佐伯伊織）、ヒシミラクル（春日さくら） | 「うまぴょい伝説」                                   | 劇場アニメ『ウマ娘 プリティーダービー 新時代の扉』エンディングテーマ |
| 2025年   |                                                                                                | |                                                      |                                                                      |
| 7月11日  | スキマジカン                                                                                   | シエル（佐伯伊織）、アネモネ（上田瞳）、ゴア（白石晴香） | 「スキマジカン」                                     | テレビアニメ『気絶勇者と暗殺姫』エンディングテーマ                   |

### その他参加作品
| 発売日        | 商品名                      | 歌       | 楽曲              | 備考                               |
| ------------- | --------------------------- | -------- | ----------------- | ---------------------------------- |
| 2024年5月15日 | ETERNAL BLAZE from CrosSing | 佐伯伊織 | 「ETERNAL BLAZE」 | 『CrosSing - Music＆Voice-』関連曲 |

## 商業ゲーム
太字は初登場したバージョン/イベント名。曲名:アーティスト名で表記

### pop'n music
pop'n music 20 fantasia
- 恋愛観測:NU-KO

pop'n music Sunny Park
- カタテ読書:はるなば feat.NU-KO
- ポチコの幸せな日常:NU-KO

pop'n music ラピストリア
- 朱と碧のランページ:NU-KO

pop'n music éclale
- 僕の気持ちを描く:Mr.T feat.NU-KO
- 恋歌疾風！かるたクイーンいろは:ねこまんまチーム！
- オトカドール 〜このゆびとまれ〜:NU-KO

pop'n music うさぎと猫と少年の夢
- BARRIER：NU-KO
- No NAME Colors:pop'n fellows[注 4][76]
- Sing a Song Sign:HuΣeR feat.NU-KO
- 黒い月の遊戯:NU-KO
- 進め！女の子のマーチ:NU-KO

pop'n music peace
- Welcome to pop'n fantasy:red glasses & BlackY feat.pop'n fellows

pop'n music 解明リドルズ
- 黒き螺旋のクレイドル:NU-KO

pop'n music UniLab
- LIMIT TOPPA REVOLUTION:PON feat.NU-KO

### beatmania IIDX
beatmania IIDX 24 SINOBUZ
- crew -Ryu☆ mix-：beatnation Records feat.NU-KO[注 5]
- ちらちら・はらはら:NU-KO

beatmania IIDX 29 CastHour
- No Day But Today!:NU-KO & yunocy

beatmania IIDX 30 RESIDENT
- 雨のちパノラマセカイ:劇団レコード feat.NU-KO

#### beatmania IIDX 31 EPOLIS
- winkle 2 winkle:Ryu⭐︎ ft.NU-KO

### ノスタルジア
ノスタルジア
- neko fun jitter：Neko M@mma Team

ノスタルジア Op.3
- 波と凪の狭間で：Akhuta Works feat.NU-KO

### 連動イベント楽曲
- いちかのBEMANI投票選抜戦2019
  - おーまい！らぶりー！すうぃーてぃ！だーりん！:BEMANI Sound Team "PON" feat.NU-KO[注 6][77]
  - おーまい！らぶりー！すうぃーてぃ！だーりん！ (DANCERUSH Style) :BEMANI Sound Team "PON" feat.NU-KO[注 7]
- BEMANI 2021真夏の歌合戦5番勝負
  - スーパー戦湯ババンバーン:すわひでお,秋成,かぼちゃ,藍月なくる,NU-KO by BEMANI Sound Team "八戸亀生羅"[78]
  - 恋愛観測 -2021真夏のエンディング ver.-:2021真夏のSingers[79]

## ライブ・イベント
| 出演日         | タイトル | 会場                                           |
| -------------- | --- | ---------------------------------------------- |
| 2016年7月10日  | EDP presents BEMANI ROCK FES '16                                                                                   | 品川ステラボール（東京都）                     |
| 2018年9月22日  | 東京ゲームショウ(TGS)2018：ラピスリライツ 〜この世界のアイドルは魔法が使える〜』スペシャルステージ                 | 幕張メッセ（千葉県）                           |
| 2019年1月27日  | ジャパンアミューズメントエキスポ(JAEPO)2019：BEMANI SPECIAL LIVE                                                   | 幕張メッセ（千葉県）                           |
| 2022年6月12日  | BEMANI SYMPHONY Concert 2022                                                                                       | LINE CUBE SHIBUYA （東京都）                   |
| 2022年10月15日 | BEMANI PRO LEAGUE -SEASON 2- × EDP2022                                                                             | 東京ドームシティ プリズムホール(東京都 文京区) |
| 2023年2月11日  | ジャパンアミューズメントエキスポ(JAEPO)2023：BEMANI PRO LEAGUE SEASON 2 -beatmania IIDX SPECIAL MATCH、BEMANI LIVE | 幕張メッセ (千葉県)                            |
| 2023年11月25日 | AMUSEMENT MUSIC FES 2023 in TOKYO BIG SIGHT                                                                        | 東京ビッグサイト (東京都)                      |